# Furkapas

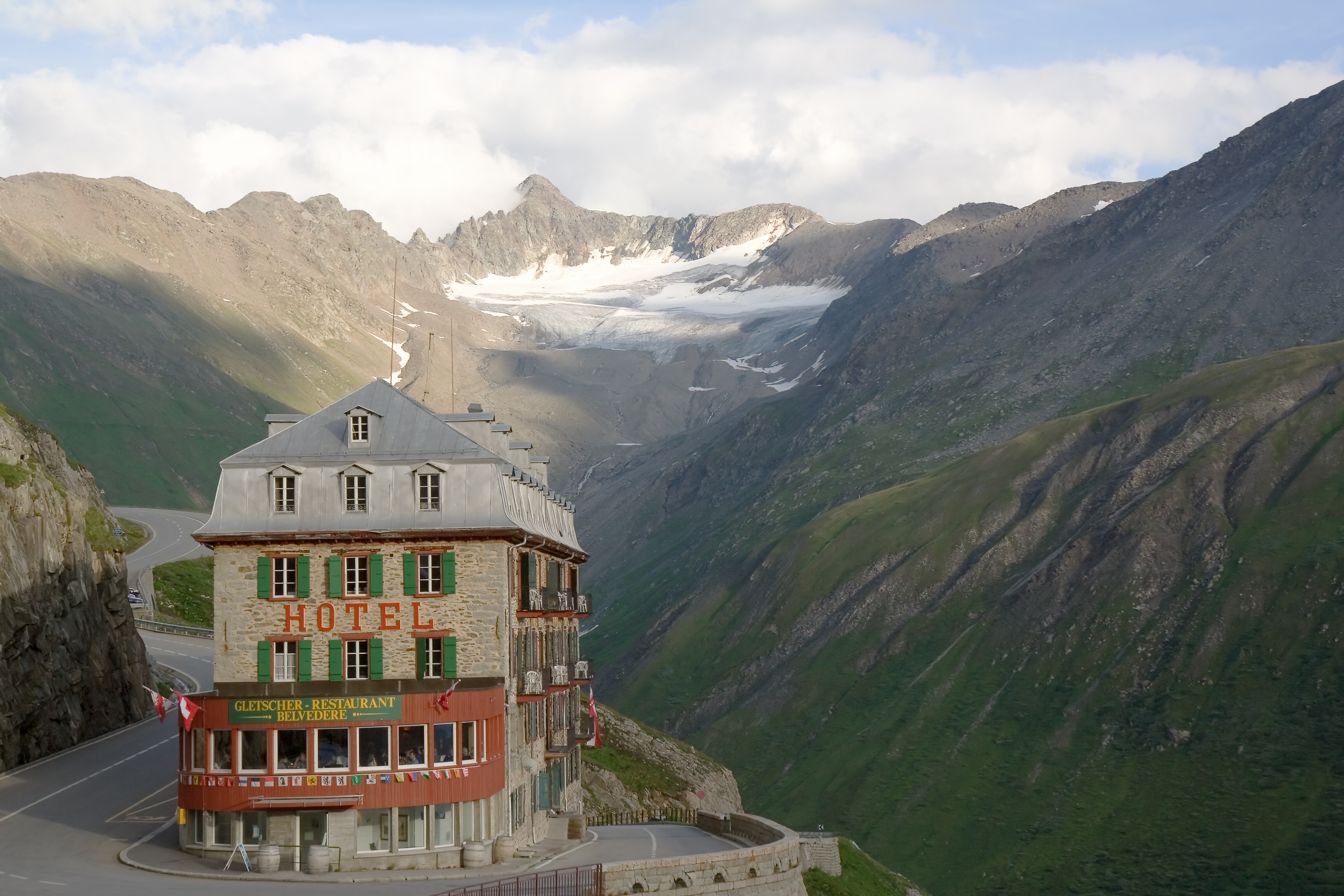
Belvédère Hotel, Furkapas

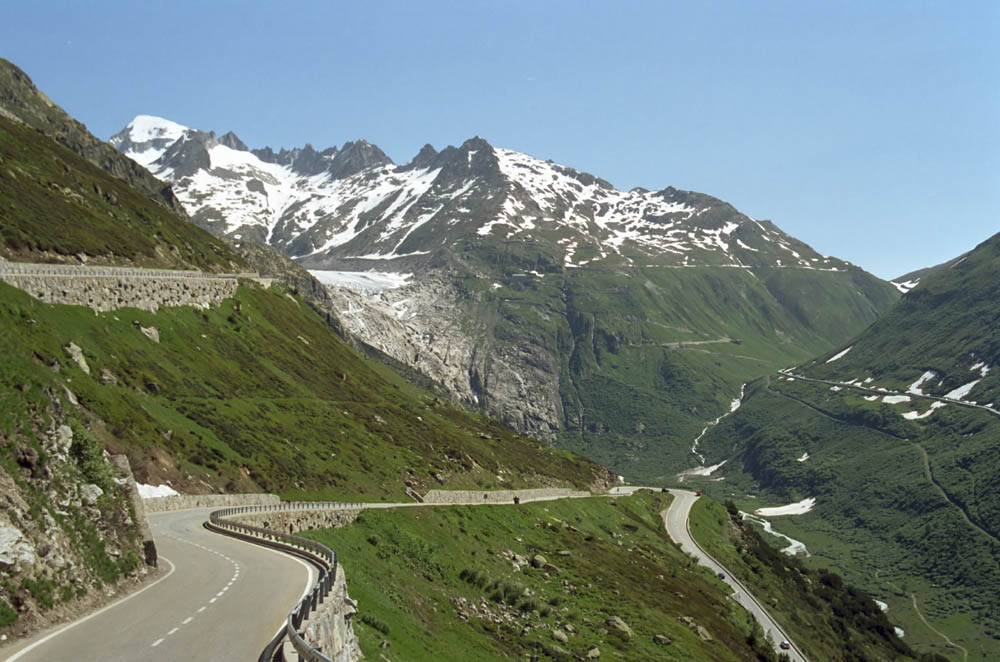
Furkapas en Rhônegletscher gezien vanaf de Grimselpas.

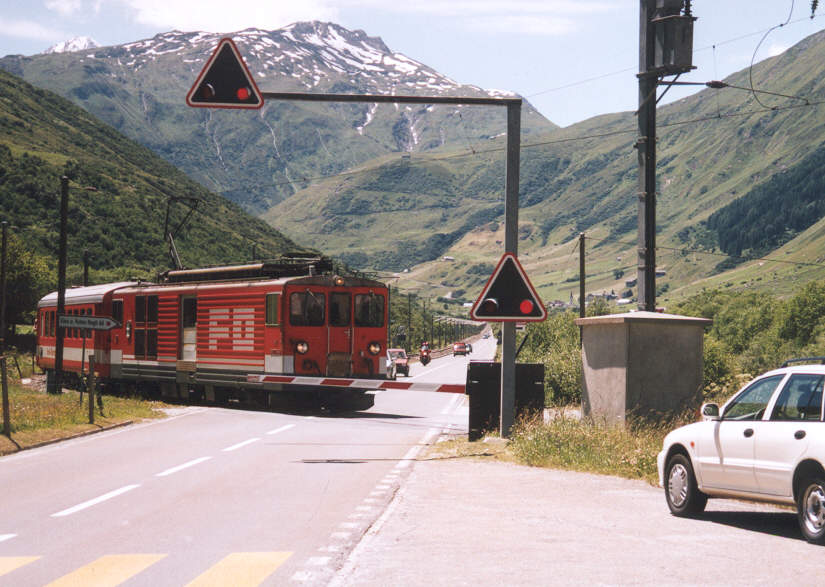
Trein van de FO-Bahn steekt tussen Realp en Andermatt de pasweg over.

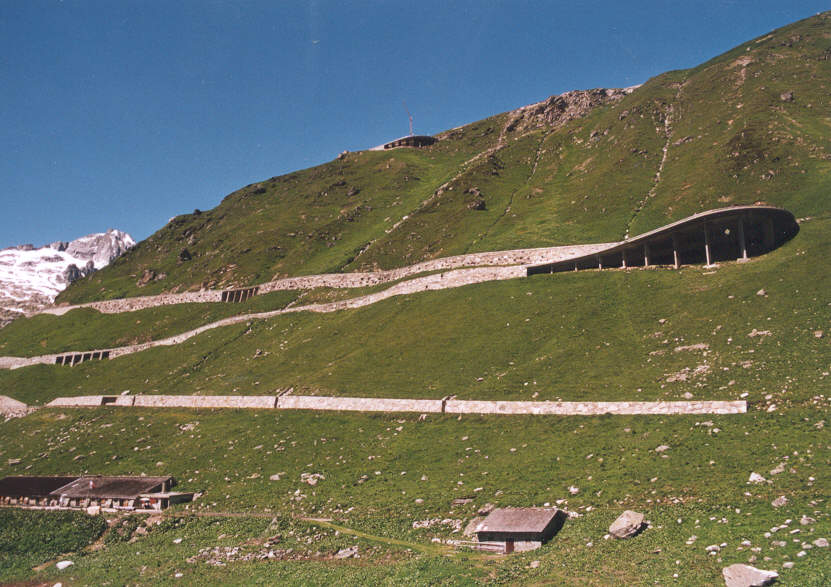
De geheel uitgebouwde Furkapasweg van Gletsch naar de pashoogte.

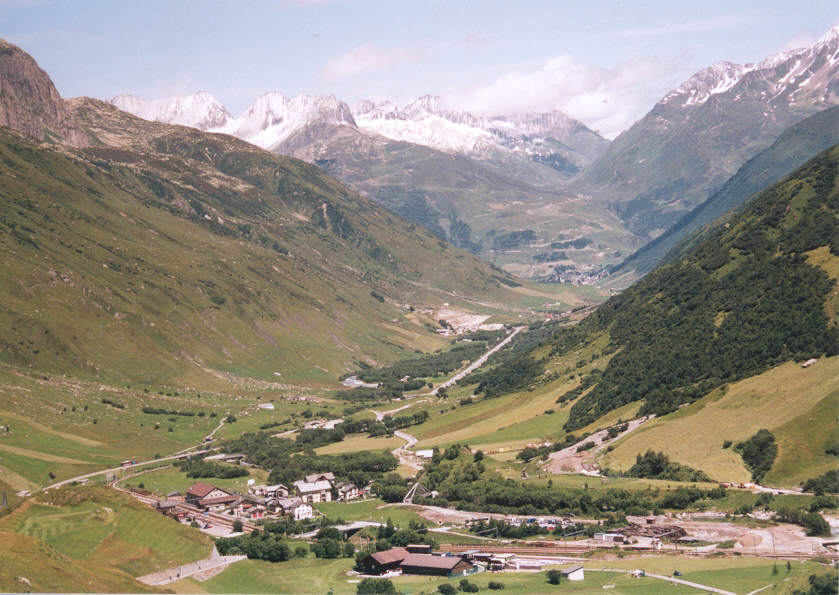
De pasweg door het Urserental met op de voorgrond de treinstations van de MGB en de DFB.

De Furkapas is een bergpas in Zwitserland, die de verbinding tussen de kantons Wallis en Uri vormt. De pashoogte ligt op een hoogte van 2431 meter. Op de Furkapas ligt de Europese waterscheiding tussen de Middellandse Zee en de Noordzee.

## Ligging
Kanton Wallis ligt naar het westen van de Furkapas, die kant stroomt de Rhône op. De afdaling naar het westen van de Furkapas gaat door tot aan Brig (691 m), pas daar is het dal weer vlak. Op 2272 m, in de eerste bocht vanaf de pashoogte, ligt het Belvédère Hotel. Daar begint een pad naar de Rhônegletsjer, de oorsprong van de Rhône. Begin 19e eeuw reikte deze gletsjer nog tot aan het dorp Gletsch (1759 m). In Gletsch komt de weg van Grimselpas op de route uit, die van de Furkapas af komt. De weg van de Grimselpas komt daar uit het noorden. De afdaling gaat verder via Gletsch en Oberwald (1377 m). Na Oberwald is het nog een lange afdaling tot Brig. De autoweg komt daar onder andere door Fiesch. Voor fietsers ligt er om het verkeer te vermijden door Ernen en het Binntal een andere route dan over de weg.
Naar de andere kant van de pas, naar het oosten, ligt kanton Uri. Daar begint de Furkareuss, waarvan het water later in de Rijn uitkomt. De weg gaat van de pas tot aan Realp (1538 m) naar beneden. Realp ligt in het dal Ursenen, kort na Realp komen de dorpen Hospental (1493 m) en Andermatt (1393 m). Na Andermatt is de enige weg naar beneden de woeste Schöllenenschlucht, met de Teufelsbrücke, richting Luzern.
De Matterhorn Gotthard Bahn zorgt voor een regelmatige dienstregeling door de Furka-basistunnel onder de pas door. De tunnel ligt tussen Oberwald en Realp. De pasweg is afhankelijk van het weer over het algemeen van in de maand november tot en met mei gesloten. Het verkeer moet dan de autotrein door de tunnel nemen.

## Geschiedenis
De Furkapasweg is van 1864 tot 1867 aangelegd, het betreft hier een uitbouw van de bestaande oude handelsroute. De Furkapas werd al in de tijd van de Romeinen gebruikt. In de 13e eeuw nam het economische belang toe en kwam het tot geregeld goederenvervoer over de pasweg. Vanaf 1867 reed een postkoets over de pas en vanaf 1921 de postbus.
Op 28 september 2000 werd na 40 jaar bouwen in Gletsch het Walliser deel van de vernieuwde Furkapasweg ingewijd. Het ruim 10 kilometer lange traject van Gletsch naar de pashoogte is volledig verbreed. Door het hooggebergteklimaat kon er slechts vier maanden in het jaar aan de weg worden gewerkt.

## Spoorlijn
De huidige Furka-basistunnel, die in 1982 is geopend, is 15,35 km lang. De spoortunnel ligt tussen Oberwald en Realp. In beide plaatsen is er voor automobilisten de mogelijkheid de trein op te gaan. In de winter is het de enige verbinding tussen beide plaatsen. Er rijden treinen van de Matterhorn Gotthard Bahn, die over smalspoor rijdt.
Deze tandradspoorweg werd in 1925 geopend. In 1930 werd de Visp-Zermatt-Bahn doorgetrokken naar Brig en kreeg hiermee aansluiting op de spoorlijn Brig - Disentis. Hiermee was er een smalspoorverbinding tussen Zermatt en Disentis/Mustér via twee bergpassen, de Furkapas en de Oberalppas. Nu rijdt over het nieuwe traject de Glacier Express, genoemd naar de Rhônegletsjer.
Museumspoorlijn
De Furkapas is bij spoorliefhebbers geliefd, omdat de oude in 1992 herstelde spoorlijn over de bergpas fascinerende beelden oplevert in de zomer. De Dampfbahn Furka-Bergstrecke rijdt de hele zomer met stoomlocomotieven van Oberwald naar Realp, over een veel hoger traject dan de Matterhorn Gotthard Bahn, over het oude traject.

## Overige
In 1964 was de Furkapas het decor voor een achtervolging in de James Bond-film Goldfinger.
Albrun · Albula · Alpe Gesero · Bernina · Brünig · Chasseral · Croix · Ferret · Flüela · Forclaz · Furka · Furggu · Gemmi · Glas · Glaubenberg ·  Glaubenbüelen · Gries · Grimsel · Grote Scheidegg · Grote St.-Bernhard · Gurnigel · Gueulaz · Jaun · Julier · Klausen · Kleine Scheidegg · Kunkel · Lenzerheidepas · Livigno · Lukmanier · Maloja · Moosalp · Morgins · Mosses · · Saanenmöser · Neggia · Nufenen · Oberalp · Ofen · Pillon · Planches · Pragel · San Bernardino · Sanetsch · Schallenberg · Simplon · Sint-Gotthard · Splügen · Susten · Umbrail · Vue des Alpes · Wolfgang